# WWE 205 Live
WWE 205 Live o simplemente (205 Live) fue un programa en vivo de lucha libre profesional de la cadena WWE Network producido por WWE. El programa contó con la división de peso crucero de la promoción, en el que todos los participantes se facturaban con un peso de 205 libras (92 kilos), o menos.
Tuvo un sistema parecido a los programas Raw y SmackDown, aunque su temática fue similar al de NXT. La consagración máxima de cada competidor peso crucero, era la de conseguir el Campeonato Peso Crucero de NXT. La división crucero formaba parte exclusivamente de la marca Raw, sin embargo, cómo no todos los competidores peso crucero tenían la oportunidad de competir en esa marca, se decidió llevar a cabo el programa 205 Live para darle espacio al desarrollo de los demás competidores.
El episodio final de la serie fue transmitido el 11 de febrero de 2022. El 18 de febrero, fue reemplazado por NXT Level Up.

## Historia

### 2016–2018
La serie cuenta con las superestrellas que compitieron en el torneo de Pesos Cruceros WWE Cruiserweight Classic (2016) de la WWE y otros que se han convertido en miembros a tiempo completo de la división de Pesos Cruceros de 205 Live. La división era exclusiva de Raw, sin embargo esto pudo haber cambiado después del 205 Live del 30 de enero donde el primer Gerente General de 205 Live fue anunciado por Daniel Bryan, quien era el GM de SmackDown Live, y este era Drake Maverick (conocido internacionalmente como Rockstar Spud).
Para el primer programa de 205 Live  se anunció la presencia de Akira Tozawa, The Brian Kendrick, Rich Swann, The Bollywood Boyz y Sin Cara (a pesar de no haber sido incluido en el Programa de 205 Live). También se pactó un combate por el (contendiente n.º 1) entre Brian Kendrick y Rich Swann. 
Además, El programa ha tenido grandes competidores en su personal, entre ellos se puede destacar a Austin Aries, aunque por su propia decisión quiso ser liberado de su contrato en 2017. Otros luchadores aunque no son tan reconocidos como sus pares, si han destacado en combates llamativos, luchadores como Mustafa Ali, Drew Gulak y Ariya Daivari, quienes fueron reconocidos por su combate en un 2-out-of-3 Falls match en julio de 2017. Aunque de todas formas durante 2017, Neville llegó a destacar por sobre todos los demás competidores, quien consiguió el Campeonato Peso Crucero de WWE en dos ocasiones y ostenta el récord del reinado más largo con 197 días
El 7 de noviembre del 2017 en 205 Live, la División Británica hizo su debut en 205 Live todos a Excepción de Pete Dunne quien debutó en Raw la noche Anterior. 
En enero de 2018 Triple H comenzaría a tomar el Puesto cómo Creativo para 205 Live.
El 23 de enero el Gerente General de Smackdown Live Daniel Bryan anunció que habría un nuevo Gerente General para el show la próxima Semana, finalmente la semana siguiente en 205 Live Daniel Bryan presentó a Drake Maverick como el Nuevo Gerente General de 205 Live quién anunciaría un torneo de 16 hombres por el Vacante Campeonato Crucero de WWE donde se coronaria al campeón en WrestleMania 34, finalmente Cedric Alexander ganaría el torneo y el Campeonato Crucero de la WWE tras derrotar a Mustafa Ali en WrestleMania 34.
La División Crucero dejó de Aparecer en Raw, siendo exclusivamente en 205 Live.

### 2019–2022
A pesar de ser anunciado para cambiar de horario a los viernes a partir del 4 de octubre de 2019, el programa no se emitió, siendo interrumpido por primera vez en tres años.
El programa volvió el 11 de octubre de 2019 con nuevo escenario, siendo el mismo de SmackDown.
Desde el 13 de marzo de 2020, el programa se mudó al WWE Performance Center debido a la Pandemia por Covid-19 sin público, dejando de ser en vivo desde esa fecha.
El 12 de abril de 2020, con el anuncio de que Drake Maverick competiría en el torneo Campeonato Peso Crucero Interino de NXT, Maverick confirmó a través de Twitter que había renunciado como gerente general de 205 Live para poder regresar a la competencia en el ring (aunque Maverick fue liberado de la WWE el 15 de abril). Se anunció que William Regal, Gerente General de NXT, asumirá las funciones gerenciales de 205 Live además de NXT. 
Debido a la pandemia de COVID-19 en los Estados Unidos, 205 Live se mudó al WWE Performance Center de manera indefinida en marzo de 2020, al igual que con la mayoría de los demás programas de la WWE. En agosto de 2020, se mudó brevemente al Amway Center a través de la residencia "ThunderDome" de WWE, antes de regresar al Performance Center para unirse a NXT en su nuevo estudio "Capital Wrestling Center".
En 2021, los partidos del torneo de primera ronda para el Dusty Rhodes Tag Team Classic se llevaron a cabo en 205 Live, ya que también participaron equipos de la marca 205 Live. También se introdujo una versión femenina del torneo en 2021, y como parte del Dusty Rhodes Tag Team Classic inaugural, los partidos femeninos se llevaron a cabo por primera vez en 205 Live; El primer combate específicamente vio a The Way (Candice LeRae & Indi Hartwell) derrotar al equipo de Cora Jade y Gigi Dolin en el episodio del 22 de enero.
Posteriormente, la lista de 205 Live comenzó a reducirse significativamente cuando fueron despedidos varios luchadores en junio y agosto de 2021 dejando la lista reducida a solo un dígito. Ante esto WWE cambió el formato del programa que eliminó la restricción sobre los límites de peso para competir, además de permitir la participación de luchadoras femeniles a partir del episodio del 13 de agosto. El 15 de febrero de 2022, PWInsider reportó que WWE se encontraba cesando la producción de episodios de 205 Live, reemplazándolo con NXT Level Up. 205 Live transmitió su episodio final el 11 de febrero, con Level Up estrenándose el 18 de febrero.

## Campeones
El 14 de septiembre de 2016, Triple H anunció que el ganador del Cruiserweight Classic no solo recibiría un trofeo, sino que también recibiría el nuevo Campeonato de Peso Crucero de la WWE para la división de peso crucero de la marca Raw. Originalmente, el título se defendió exclusivamente en Monday Night Raw, pero el 29 de noviembre de 2016, 205 Live se lanzó para la división de peso crucero, y durante un tiempo, el título se defendió tanto en Raw como en 205 Live, hasta 2018, cuando se convirtió en exclusivo de este último programa, que eventualmente se convertiría en su propia marca. En octubre de 2019, el título se compartió con la marca NXT y se renombró como Campeonato Peso Crucero de NXT.

## Personal de 205 Live
Comentaristas
| Nombre                                                     | Notas |                                            |
| ---------------------------------------------------------- | --- | ------------------------------------------ |
| Mauro Ranallo, Corey Graves y Austin Aries                 | 29 de noviembre de 2016 – 28 de febrero de 2017                                                                             |                                            |
| Mauro Ranallo y Corey Graves                               | 7 de marzo de 2017 |                                            |
| Tom Philips y Corey Graves                                 | 14 de marzo de 2017 – 6 de junio de 2017                                                                                    |                                            |
| Vic Joseph y Corey Graves                                  | 13 de junio de 2017 – 29 de agosto de 2017                                                                                  |                                            |
| Vic Joseph y Nigel McGuinness                              | 5 de septiembre de 2017 – 3 de abril de 2018; 18 de septiembre de 2020 – 16 de abril de 2021; 4 de junio de 2021 – presente |                                            |
| Vic Joseph y Byron Saxton                                  | 26 de septiembre de 2017 |                                            |
| Vic Joseph y Percy Watson                                  | 10 de abril de 2018 – 17 de abril de 2018                                                                                   |                                            |
| Vic Joseph, Nigel McGuinness y Percy Watson                | 24 de abril de 2018 – 22 de enero de 2019                                                                                   |                                            |
| Tom Phillips y Percy Watson                                | 19 de junio de 2018 |                                            |
| Vic Joseph, Nigel McGuinness, Percy Watson y Wale          | 21 de agosto de 2018 |                                            |
| Vic Joseph, Nigel McGuinness y Aiden English               | 22 de enero de 2019 – 7 de mayo de 2019; 16 de abril de 2019 – 3 de septiembre de 2019                                      |                                            |
| Vic Joseph, Aiden English y David Otunga                   | 23 de abril de 2019 |                                            |
| Vic Joseph, Nigel McGuinness, Aiden English y David Otunga | 30 de abril de 2019 |                                            |
| Byron Saxton, Nigel McGuinness y Aiden English             | 14 de mayo de 2019 |                                            |
| Tom Phillips, Nigel McGuinness y Aiden English             | 18 de junio de 2019 – 27 de agosto de 2019                                                                                  | 18 de junio de 2019 – 27 de agosto de 2019 |
| Vic Joseph y Aiden English                                 | 23 de julio de 2019 | 23 de julio de 2019                        |
| Vic Joseph, Aiden English y Dio Maddin                     | 10 de septiembre de 2019 – 24 de septiembre de 2019                                                                         |                                            |
| Tom Phillips y Aiden English                               | 11 de octubre de 2019 – 10 de enero de 2020                                                                                 |                                            |
| Jon Quasto y Aiden English                                 | 15 de noviembre de 2019; 24 de enero de 2020 – 4 de marzo de 2020                                                           |                                            |
| Jon Quasto y Mansoor                                       | 17 de enero de 2020 |                                            |
| Jon Quasto y Byron Saxton                                  | 10 de abril de 2020 |                                            |
| Jeremy Borash                                              | 9 de mayo de 2020 |                                            |
| Byron Saxton y Corey Graves                                | 15 de mayo de 2020 – 10 de julio de 2020                                                                                    |                                            |
| Byron Saxton y Drew Gulak                                  | 26 de junio de 2020 – 3 de julio de 2020                                                                                    |                                            |
| Vic Joseph y Drew Gulak                                    | 17 de julio de 2020 – 11 de septiembre de 2020                                                                              |                                            |
| Byron Saxton y Nigel McGuinness                            | 25 de septiembre de 2020 – 9 de octubre de 2020                                                                             |                                            |
| Tom Phillips y Nigel McGuinness                            | 23 de abril de 2021 – 28 de mayo de 2021                                                                                    |                                            |

### Anunciador del Ring
| Nombre         | Fecha                                                                                    | Notas                                    |
| -------------- | ---------------------------------------------------------------------------------------- | ---------------------------------------- |
| Greg Hamilton  | 29 de noviembre de 2016 – 28 de mayo de 2019; 11 de junio de 2019 – 2 de octubre de 2020 | Anunciador del ring para SmackDown Live. |
| Kayla Braxton  | 4 de junio de 2019; 11 de noviembre de 2019                                              |                                          |
| Alicia Taylor  | 9 de octubre de 2020 – 16 de abril de 2021                                               | Anunciadora del ring para NXT.           |
| Samantha Irvin | 23 de abril de 2021 – 7 de enero de 2022                                                 |                                          |

### Gerentes generales
| Nombre         | Fecha                                     | Notas |
| -------------- | ----------------------------------------- | --- |
| Drake Maverick | 30 de enero de 2018 – 15 de abril de 2020 | Fue anunciado por el exgerente general de SmackDown Live Daniel Bryan, dejó el cargo al ser despedido.                                                                                         |
| William Regal  | 15 de abril de 2020 – 2022                | Drake Maverick dejó el puesto como manáger general de 205 Live para volver a competir dentro del ring. Se anunció que el nuevo gerente de NXT, William Regal, ocuparía su lugar además de NXT. |